# Hiyamugi

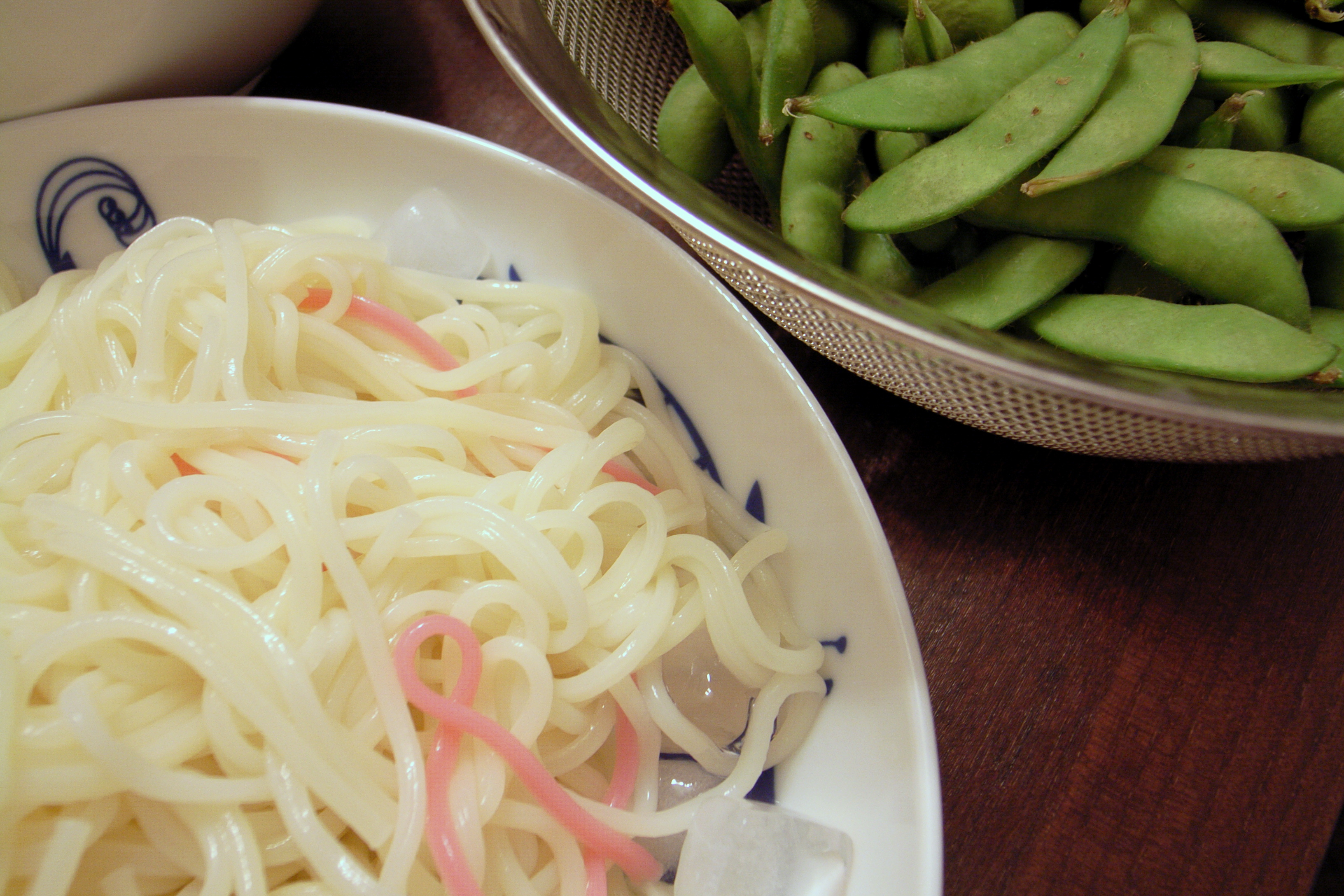
Hiyamugi – kalte japanische Weizennudeln

Hiyamugi (jap. 冷(や)麦, deutsch „kalter Weizen[-Nudel]“) ist eine japanische Nudelsorte aus Weizen, die in der Dicke zwischen Sōmen (ungegart ca. 1,3 mm) und Udon (ab ca. 1,3 mm) liegt. Nach den Japanischen Agrikultur Standards (日本農林規格, Nihon Nōrin Kikaku, JAS) liegt die Dicke von Hiyamugi zwischen 1,3 mm und 1,7 mm.

## Herstellung
Die Nudeln bestehen im Wesentlichen aus Weizenmehl, Wasser und Salz. Sie sehen meist weißlich aus, es gibt sie aber auch grünlich oder rosa gefärbt.

## Geschichte
Hiyamugi soll aus der Muromachi-Zeit (1392–1573) stammen. Ursprünglich handelte es sich um ein Lebensmittel namens Sakumochi (索餅), das durch Kneten von Weizen- und Reismehl und anschließendes Verdrehen hergestellt wurde. Nachdem sich dieses Gericht großer Beliebtheit erfreut hatte, begann man, es vor dem Verzehr dünn zu schneiden, und so entstand Kirimugi (deutsch, „geschnittener Weizen“). Dieses Produkt ist heute als Hiyamugi bekannt.
Der Name Hiyamugi stammt von Kirimugi (切(り)麦, deutsch „geschnittener Weizen[-Nudel]“) ab, eine allgemeine Bezeichnung einer Nudelsorte, die durch Ausrollen und Dehnen des Teigs hergestellt und anschließend fein geschnitten wird. Je nach Region – Schnittdicke der Nudeln – bezeichnet man typischerweise entweder Weizennudelnsorte wie Udon oder Hiyamugi. Verzehrt werden diese Nudeln auch in heißer Brühe und werden dann Atsumugi (熱麦, deutsch „heißer Weizen[-Nudel]“) genannt, in kalter Brühe ist ihr Name hingegen Hiyamugi („gekühlter Weizen[-Nudel]“).

## Zubereitung
Hiyamugi werden erst gekocht und dann traditionell in den Sommermonaten kalt gegessen, manchmal über Eis oder in einer klaren Glasschale im Wasser schwimmend. Die gekühlten Nudeln werden mit Ingwer, Sesam, frischen Zwiebeln oder auch Nori verfeinert und oft mit einer Dip-Sauce namens Tsukejiru serviert, die mit Dashi, Sojasauce und Mirin hergestellt wird.